# 貝尤布盧 (路易斯安那州)
貝尤布盧（英語：Bayou Blue）是位於美國路易斯安那州拉福什堂區和泰勒博恩堂區的一個普查規定居民點。

## 人口
根據2020年美國人口普查的數據，貝尤布盧的面積為60.94平方千米，當中陸地面積為60.27平方千米，而水域面積為0.67平方千米。當地共有人口13352人，而人口密度為每平方千米219.1人。